# Bristol Type 101
El Bristol Type 101 fue un prototipo de caza biplaza británico de la década de 1920, diseñado y construido por la Bristol Aeroplane Company.

## Diseño y desarrollo
Diseñado con financiación privada, el 101 era un biplano de un solo vano y dos asientos de construcción mixta. El fuselaje era una viga de cajón de abeto recubierta de contrachapado y las alas de dos largueros eran de acero con recubrimiento de tela. Estaba propulsado por un motor Bristol Jupiter VI de 340 kW (450 hp), el mismo motor que el Type 95. El armamento consistía en dos ametralladoras Vickers sincronizadas de 7,7 mm y una Lewis de 7,7 mm montada en un anillo Scarff en la parte trasera.

## Historia operacional
Más limpio y compacto que la mayoría de los aviones de su clase, el 101 mostró un rendimiento relativamente alto cuando voló por primera vez en 1927. Sin embargo, fue rechazado por el Ministerio del Aire debido al uso de madera en la construcción, que fue considerada obsoleta. No se encontraron otros compradores y no se fabricaron más aviones. Continuado con financiación privada, voló por primera vez en Filton el 8 de agosto de 1927, pilotado por Cyril Uwins y matriculado como G-EBOW. Con el motor Jupiter VIA, Uwins logró el segundo puesto en la carrera de la Copa del Rey de 1928, con una velocidad media de 257,33 km/h. Posteriormente se utilizó como transporte de la empresa y como banco de pruebas para el motor radial de nueve cilindros Bristol Mercury II de 485 hp, sufriendo un fallo en la sección central del ala el 29 de noviembre de 1929 mientras era sometido a pruebas de sobrevelocidad del motor; el piloto, C.R.L. Shaw, logró saltar con éxito. Este fue el último caza Bristol de madera construido.

## Especificaciones
Referencia datos: Barnes

### Características generales
- Tripulación: Dos (piloto y artillero)
- Longitud: 8,3 m (27,3 ft)
- Envergadura: 10,2 m (33,6 ft)
- Altura: 2,9 m (9,5 ft)
- Superficie alar: 33,4 m² (360 ft²)
- Peso vacío: 953 kg (2100,4 lb)
- Peso cargado: 1606 kg (3539,6 lb)
- Planta motriz: 1× motor radial de 9 cilindros refrigerado por aire Bristol Jupiter VI.
  - Potencia: 336 kW (463 HP; 457 CV)
- Hélices: Bipala de paso fijo

### Rendimiento
- Velocidad máxima operativa (Vno): 257 km/h (160 MPH; 139 kt)

### Armamento
- Ametralladoras: 

  - 2x Vickers de 7,7 mm fija frontal
  - 1x Lewis de 7,7 mm flexible en cabina trasera

## Aeronaves relacionadas

### Secuencias de designación
- Secuencia Numérica (interna de Bristol): ← 95 - 96 - 99 - 101 - 105 - 107 - 109 →